# Hickmanolobus linnaei
Espèce
Hickmanolobus linnaei est une espèce d'araignées aranéomorphes de la famille des Orsolobidae.

## Distribution
Cette espèce est endémique de Nouvelle-Galles du Sud en Australie. Elle se rencontre dans le parc national des Coolah Tops.

## Description
Le mâle holotype mesure 1,43 mm et la femelle paratype 1,78 mm.

## Étymologie
Cette espèce est nommée en l'honneur de Carl von Linné.

## Publication originale
- Baehr & Smith, 2008 : Three new species of the Australian orsolobid genus Hickmanolobus (Araneae: Orsolobidae). Records of the Western Australian Museum, vol. 24, p. 325-336.